# Ida Bay Railway

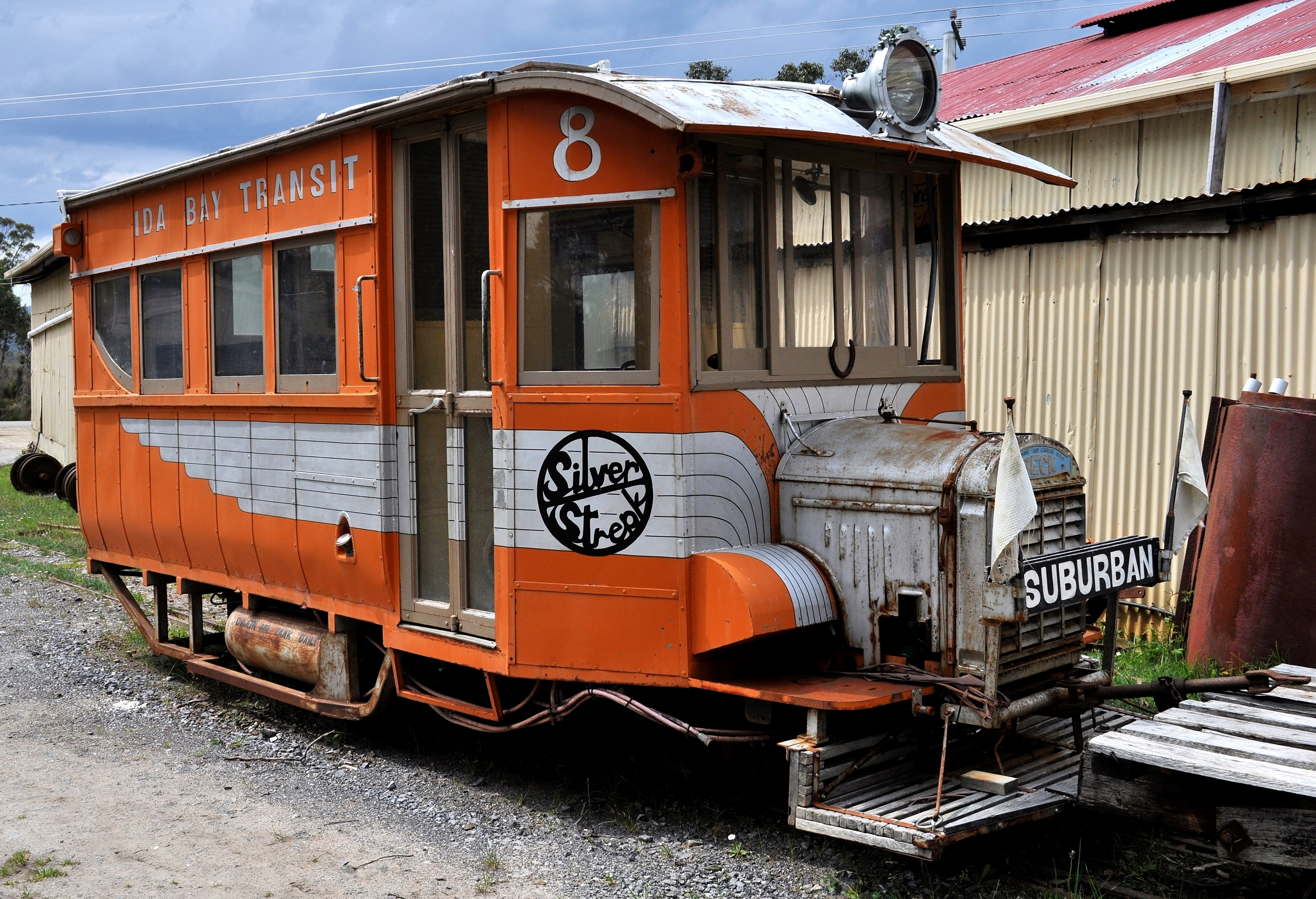
Silver Streak, Triebwagen Nr. 8 der Ida Bay Railway

Ida Bay Railway ist eine Waldbahn im Südosten von Tasmanien, Australien, die heute nur noch für Touristen fährt.

## Geschichte
Die Ida Bay Railway ist der verbliebene, restaurierte Rest von früher mehreren hundert Kilometern Waldbahnen, die auf Tasmanien existierten und die einzige Strecke, die heute noch Betrieb aufweist. Sie ist heute auch die südlichste Eisenbahnstrecke Australiens.
Die Strecke wurde Ende des 19. Jahrhunderts für die Siedlung Ida Bay errichtet, heute eine Wüstung. Im Übrigen verband sie Sägewerke und Kalksteinbrüche mit dem Hafen.

## Betrieb
Die Ida Bay Railway verkehrt auf einer 7 km langen Strecke in der Spurweite 610 mm (2 Fuß) in einem Waldgebiet bei Hastings, 113 km südlich von Hobart. Die Strecke beginnt in der Nähe der Badeanlagen der dortigen Thermalquellen und der Tropfsteinhöhlen von Hastings. Die Fahrt (hin und zurück) dauert etwa zwei Stunden. Endpunkt ist der Strand von Deep Hole Bay, die nur mit der Bahn erreicht werden kann.
Die Bahn fährt zum Teil mit Rollmaterial früherer Waldbahnen. Einiges ist museal erhalten, einige der zum Teil offenen Personenwagen wurden auf historischen Flachwagen aus dem Jahr 1890 aufgebaut und zählen zu den ältesten Drehgestellwagen Australiens. Seit 1948 kommen zwei Diesellokomotiven, Baujahr 1940, zum Einsatz. Außerdem ist eine einsatzfähige Dampflokomotive vorhanden, die hin und wieder verwendet wird.
Die Bahn verkehrt im Sommer an sechs, im Winter an drei Tagen mit mehreren Fahrten pro Tag.